# Tomasz Biernacki (dyrygent)
Tomasz Biernacki (ur. 5 lipca 1974 w Krakowie) – polski dyrygent.
W 2000 roku ukończył Wydział Dyrygentury Akademii Muzycznej w Krakowie, kształcąc się pod kierunkiem Tadeusza Strugały i Rafała Delekty. Fach dyrygenta doskonalił później na kursach mistrzowskich, m.in. w latach 1993, 1996 i 1998 Internationale Bachakademie pod okiem Helmutha Rillinga, w roku 1999 – w Accademia Musicale Chigiana w Sienie u Gianluigiego Gelmettiego i Carlo Marii Giuliniego, w 2007 roku – na kursie Spazio Musica prowadzonym przez Alda Faldię oraz rok później – w Tanglewood Music Center.
W latach 1999–2000 był dyrygentem Zespołu Pieśni i Tańca „Śląsk”, w 2000–2009 kierował i dyrygował w Gliwickim Teatrze Muzycznym, gdzie poprowadził ponad 500 przedstawień i przygotował ponad 20 premier (operetki, musicale, opery). Z zespołem GTM zrealizował nagranie DVD opery Carmen Georges’a Bizeta (z Małgorzatą Walewską i Marcello Bedonim). Występował także m.in. z Brillante Orchestra, Płocką Orkiestrą Symfoniczną, Narodową Orkiestrą Symfoniczną Polskiego Radia i Orchestre de l’Opéra de Nice.

## Nagrody
- 2004: XI Międzynarodowy Konkurs Młodych Dyrygentów Operowych „Franco Capuana”, Spoleto, Włochy – I nagroda
- 2005: I Międzynarodowy Konkurs Dyrygentów Operowych „Béla Bartók”, Kluż-Napoka, Rumunia – finalista
- 2006: II Międzynarodowy Konkurs Dyrygentów Operowych „Luigi Mancinelli”, Orvieto, Włochy – II nagroda
- 2007: III Międzynarodowy Konkurs Dyrygentów Operowych „Luigi Mancinelli”, Orvieto, Włochy - I nagroda, Nagroda Specjalna Opery w Nicei
- 2007: XIV Międzynarodowy Konkurs Młodych Dyrygentów Operowych „Franco Capuana”, Spoleto, Włochy – II nagroda[1]